# Alexander S. Diven

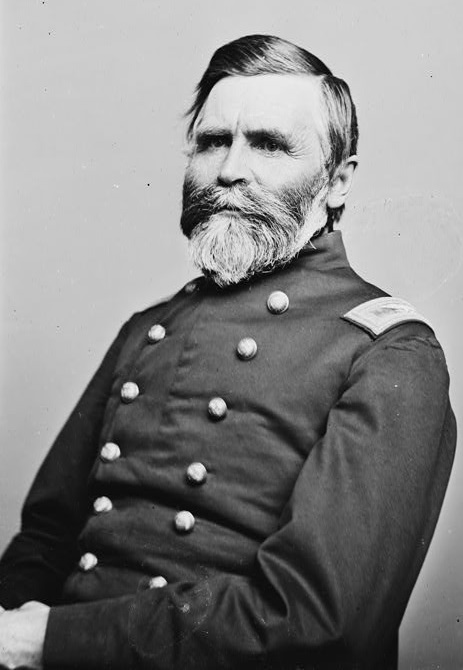
Alexander S. Diven

Alexander Samuel Diven (* 10. Februar 1809 in Catharine, New York; † 11. Juni 1896 in Elmira, New York) war ein US-amerikanischer Offizier und Politiker. Zwischen 1861 und 1863 vertrat er den Bundesstaat New York im US-Repräsentantenhaus.

## Leben
Alexander Samuel Diven wurde ungefähr drei Jahre vor dem Ausbruch des Britisch-Amerikanischen Krieges im Schuyler County geboren. Er besuchte Gemeinschaftsschulen und die Akademien in Penn Yan und Ovid. Dann studierte er Jura. Nach dem Erhalt seiner Zulassung als Anwalt 1831 begann er in Elmira im Chemung County zu praktizieren. 1858 saß er im Senat von New York. Politisch gehörte er der Republikanischen Partei an.
Bei den Kongresswahlen des Jahres 1860 für den 37. Kongress wurde Diven im 27. Wahlbezirk von New York in das US-Repräsentantenhaus in Washington, D.C. gewählt, wo er am 4. März 1861 die Nachfolge von Alfred Wells antrat. Da er auf eine erneute Kandidatur 1862 verzichtete, schied er nach dem 3. März 1863 aus dem Kongress aus. Seine Kongresszeit war vom Bürgerkrieg überschattet.
Am 13. August 1862 verpflichtete er sich als Lieutenant Colonel im 107. Regiment der New York Volunteer Infantry. Eine Beförderung zum Colonel folgte am 21. Oktober 1862. Ihm wurde ein Urlaub von 90 Tagen bewilligt, um seinen Sitz im Kongress einzunehmen. Diven wurde am 11. Mai 1863 ehrenhaft entlassen. Zu jenem Zeitpunkt bekleidete er immer noch den Dienstgrad eines Colonels. Am 30. April 1864 ernannte man ihn zum Brevet-Brigadegeneral der Volunteers. Zwischen 1865 und 1875 ging er dem Eisenbahnbau und -betrieb nach. Diven spielte eine wichtige Rolle bei der Erie Railroad. Er verstarb am 11. Juni 1896 in Elmira. Sein Leichnam wurde dann auf dem Woodlawn Cemetery beigesetzt.